# 골웨이 유나이티드 FC

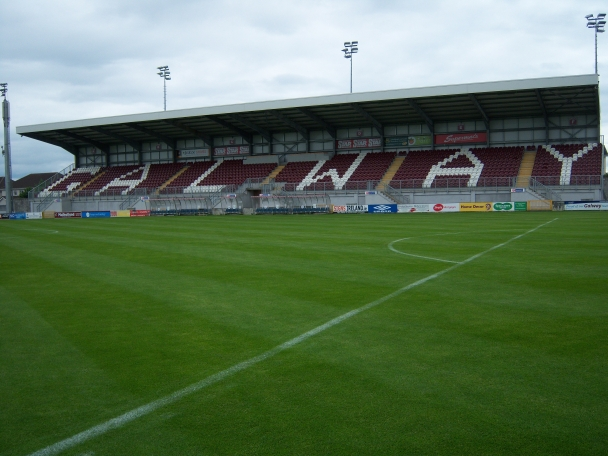

골웨이 유나이티드 FC(Galway United FC)는 아일랜드에 있는 골웨이를 연고로 했던 축구 클럽이다.

## 역사
1937년에 '골웨이 로버스'로 창단하였으며, 1977년에 아일랜드 리그에 처음 데뷔하였다. 이후 '골웨이 유나이티드 FC'로 바꾸어 활동하다가, 2011년에 아일랜드 리그에서 퇴출되었다.
퇴출 이후, 2013년에 '골웨이 FC'라는 새로운 축구팀이 창단되었고, 2015년에 구단명을 본래의 골웨이 유나이티드 FC로 바꾸어 명맥을 이어가고 있다.

## 선수 명단

### 현역
참고: FIFA 자격 규정에 따라 소속된 국가대표팀 국기를 표시합니다. 선수는 복수의 FIFA 비회원국 국적을 가지고 있을 수 있습니다.
| 번호 | 포지션 | 국적 | 이름             |
| ---- | ------ | ---- | ---------------- |
| 15   | MF     |      | 패트릭 히키      |
| 17   | MF     |      | 빈센트 러셀 보든 |

| 번호 | 포지션 | 국적   | 이름        |
| ---- | ------ | ------ | ----------- |
| 33   | DF     | 카메룬 | 자노 에수아 |

## 같이 보기
- 닉 리슨 - 골웨이 유나이티드 FC의 CEO를 역임하였다.